# Мартинес Вильена, Рубен
Рубен Мартинес Вильена (исп. Rubén Martínez Villena; 20 декабря 1899, Алькисар, провинция Артемиса, Куба — 16 июня 1934, Гавана) — кубинский политический деятель, революционер, публицист, поэт.

## Биография
Сын учителя. Во время учёбы на юридическом факультете Гаванского университета, был одним из активных участников движения за университетскую реформу, программа которого включала требования университетской автономии и демократизации просвещения.
После окончания университета работал адвокатом.
В 1923 году Вильена был одним из тринадцати писателей и художников, участвовавших в «Протесте тринадцати», осуждавших правительство президента Альфредо Саяса-и-Альфонсо. Позже, один из создателей «Группы меньшинства» художников и интеллектуалов (Grupo Minorista), требовавшей радикальных реформ в политической, экономической и культурной жизни. «Группа меньшинства» стала влиятельным фактором в кубинской культуре и политике.
Р. Мартинес Вильена — один из организаторов Народного университета им. Х. Марти (1923) и Антиимпериалистической Лиги Америки (1925).
После знакомства с Хулио Антонио Мелья в 1927 году вступил в Коммунистическую партию Кубы.
В 1928—1930 годах руководил рядом забастовок против диктатуры Херардо Мачадо; избран в состав ЦК Компартии Кубы. В 1930 году, заболев туберкулёзом, был вынужден эмигрировать сперва в США, а затем в СССР, где работал в Коминтерне и Профинтерне.
В 1933 году вернулся на родину. Участвовал в подготовке всеобщей забастовки, приведшей к падению диктатуры X. Мачадо в августе 1933 г.
Умер в Гаване 16 июня 1934 года в санатории Ла-Эсперанса. Похоронен на кладбище Колон.

## Творчество
Писать первые стихи начал в возрасте 11 лет. С 1917 до конца 1920-х годов публиковал стихи и рассказы в кубинских газетах и журналах, в частности, в стихотворении «Лирико-гражданское послание» поэт призывал к борьбе против американского империализма, за освобождение Кубы.
После вступления в компартию, отказался от поэзии, чтобы полностью посвятить себя политической деятельности.

## Избранные произведения
- «Лирико-гражданское послание» (1923, переизд. 1980),
- «Одной кубинке» (1929)
- «Недреманное око» (Сборник стихов, изд. 1936).
- «La pupila insomne. Con un bosquejo biográfico de Raúl Roa», (3 ed., La Hab., 1960).